# اریکا اندرسون
اریکا اندرسون (انگلیسی: Erika Anderson؛ زادهٔ ۱۹۶۳) هنرپیشه اهل ایالات متحده آمریکا است. از فیلم‌های معروف او می‌توان به زاندالی اشاره کرد.